# Mia Heyninckx
Maria (Mia) Heyninckx is een Belgisch voormalig bowler.

## Levensloop
Heyninckx behaalde op de Europese kampioenschappen van 1985 te Wenen samen met Nora Haveneers en Maria Jansen brons in het onderdeel 'trios'.